# Carthage (Tennessee)
Pour les articles homonymes, voir Carthage (homonymie).
La ville américaine de Carthage est le siège du comté de Smith, dans l’État du Tennessee. Lors du recensement de 2010, sa population s’élevait à 2 306 habitants.

## Historique
Carthage se situe sur la route historique qui traverse le Tennessee. La ville est établie en 1834 par la famille Thomas L. et Matilda Harris. Le premier tribunal (courthouse) est édifié en 1836 et le premier bureau de poste ouvre en 1837. La ville est incoporée en 1876.
De décembre 1862 à 1865, la ville est occupée par l'Union Army lors de la Guerre de Sécession.
En 2025, la municipalité rachète la Hurley Thompson Building pour y rénover le bâtiment et en faire la nouvelle mairie.
Plus de 60 maisons sont considérés historiquement importantes par l'États de Caroline du Nord, et trois édifices (Moore County Courthouse, J.C. Black House, Bruce-Dowd-Kennedy House) sont listés dans le Registre national des lieux historiques.

## Personnalités
- Al Gore (né 1948), vice-président des États-Unis de 1993 à 2001, est propriétaire d'une grande ferme à Carthage[5].

## Galerie

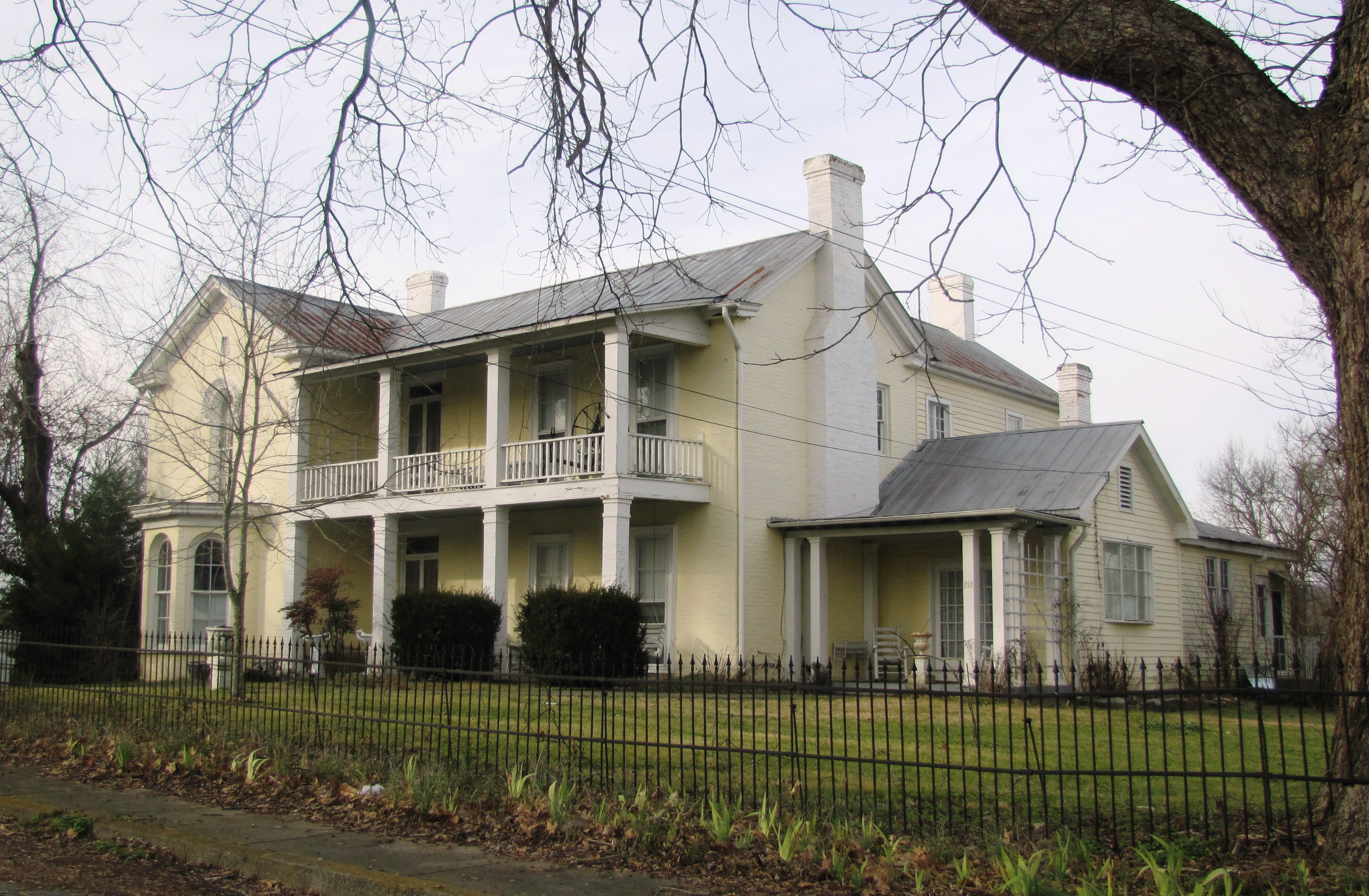
Maison historique Fite-Williams-Ligon.
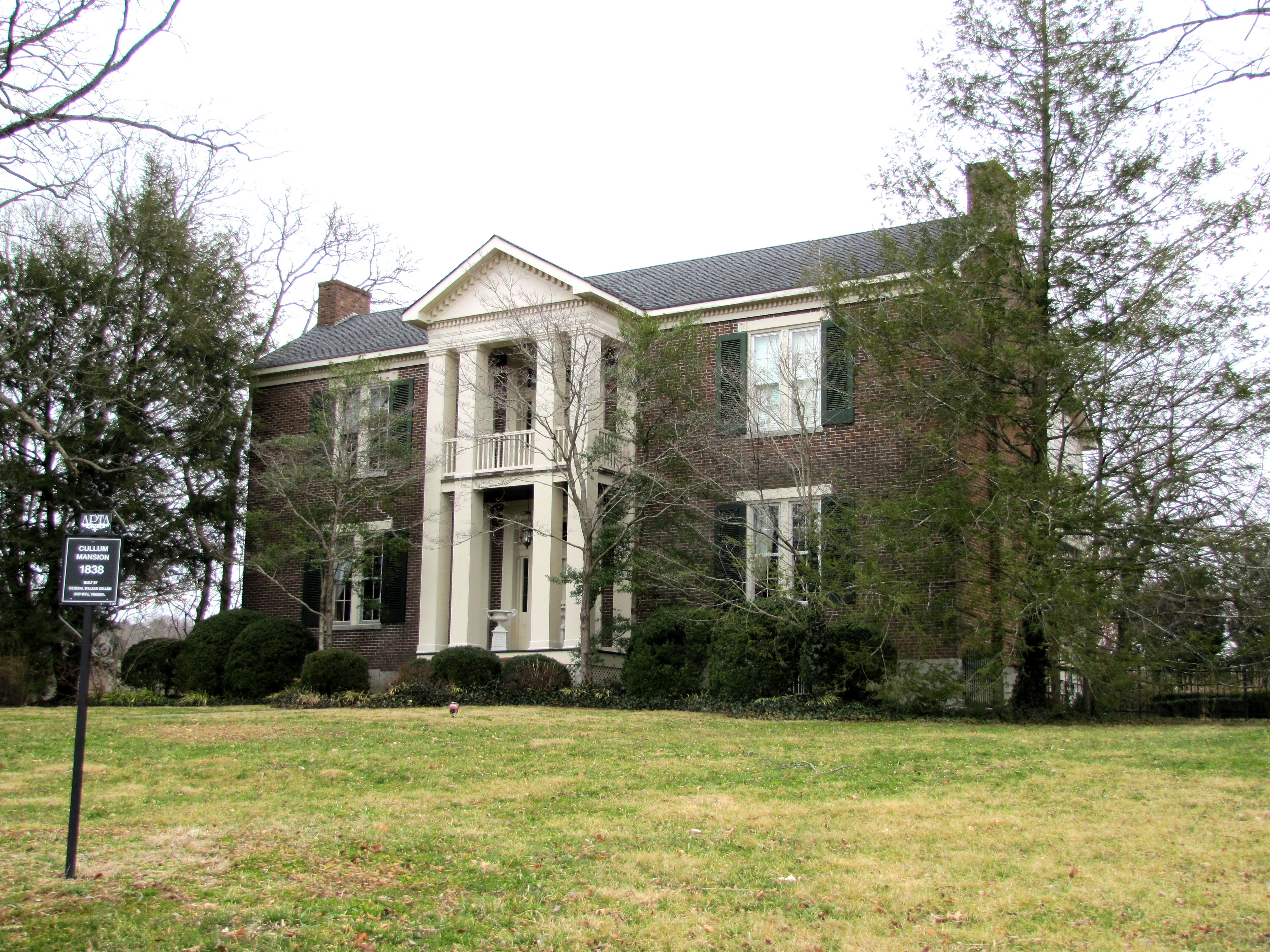
Maison historique Cullum Mansion[6].
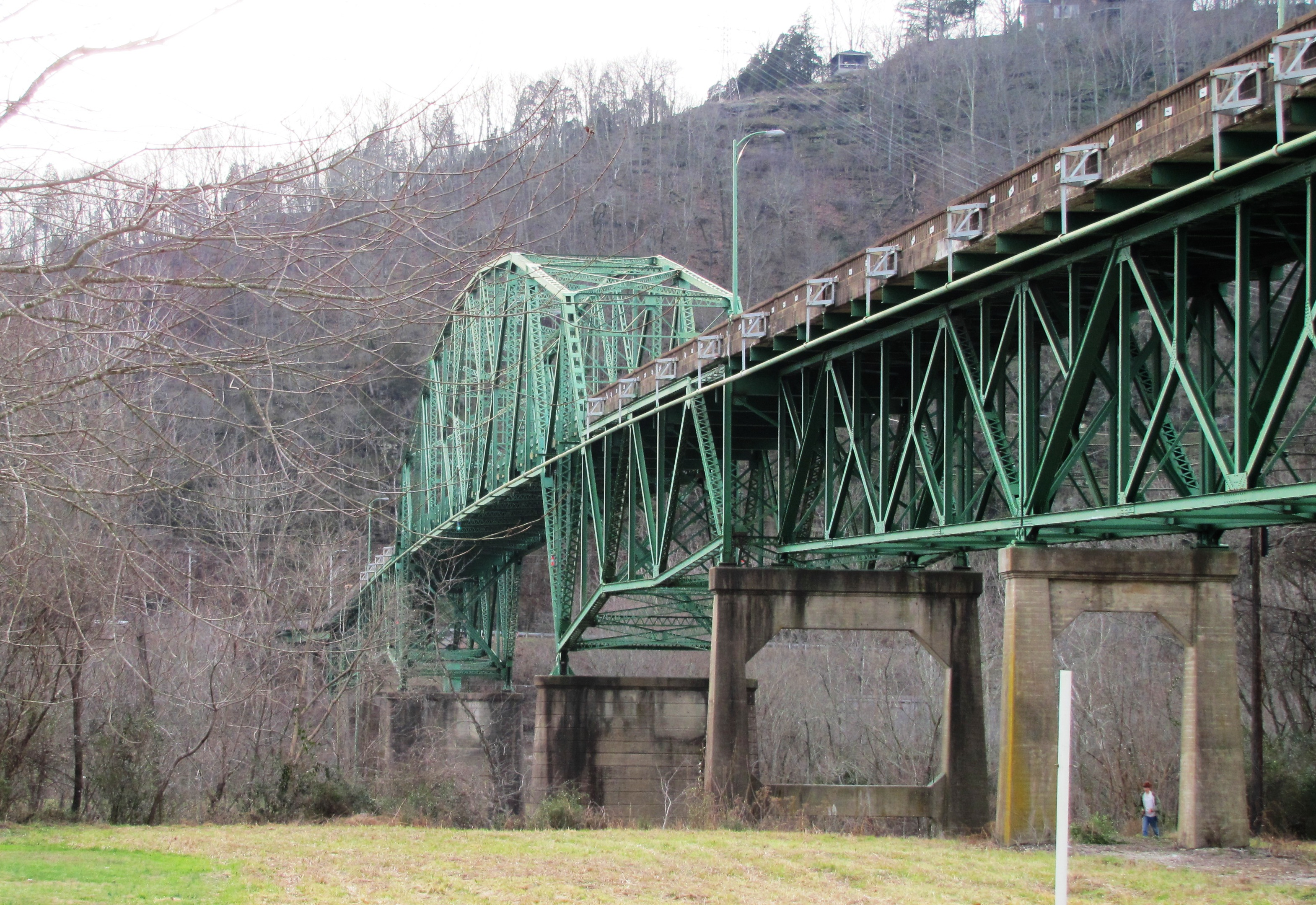
Pont Cordell Hull (bâti 1936).

## Source
- (en) Cet article est partiellement ou en totalité issu de l’article de Wikipédia en anglais intitulé « Carthage, Tennessee » (voir la liste des auteurs).

1. ↑  (en-US) Bill Carey, « Tennessee History For Kids: The Vanishing remains of the first road across the Plateau », sur Carthage Courier (consulté le 15 octobre 2024)
2. ↑  (en-US) « About », sur City Of Carthage (consulté le 15 octobre 2024)
3. ↑  (en) Michael Thomas Gavin, « Battery Hill Earthworks - Carthage, Tennessee », sur Npshistory.com, juin 2010 (consulté le 15 octobre 2024)
4. 1 2  (en) ELENA MARSH || Staff Writer, « With Move to Historic Building, Carthage Town Hall Comes Home », sur The Pilot Newspaper, 16 février 2025 (consulté le 17 juillet 2025)
5. ↑  (en) « On his Tennessee farm, Al Gore said he feels the world can right climate change », sur News Channel 5 Nashville (WTVF), 13 janvier 2022 (consulté le 17 juillet 2025)
6. ↑  (en-US) Timothy D, « Historic 1848 Cullum Mansion Lists for $1.2M in Carthage, Tennessee », sur Pricey Pads, 20 mars 2022 (consulté le 17 juillet 2025)